# Bratislavská lýra
Die Bratislavská lýra (deutsch wörtlich Bratislavaer Lyra) war ein Unterhaltungsmusikfestival in der damals tschechoslowakischen, heute slowakischen Stadt Bratislava, das von 1966 bis 1990 stattfand.

## Geschichte
Das Festival ist eine Idee der slowakischen Komponisten Ján Siváček und Pavel Zelenay, die am Konzept in den Jahren 1964 und 1965 arbeiteten und sich nach eigenen Angaben mit dem italienischen Sanremo-Festival inspiriert haben. Die Erstaustragung fand am 22. Juni 1966 in der heute nicht mehr existierenden Kulturstätte Park kultúry a oddychu (PKO) unter dem Namen Medzinárodný festival tanečnej piesne Bratislavská lýra (Internationales Tanzliedfestival Bratislavaer Lyra) statt, um die Tonaufnahme kümmert sich der Slowakische Hörfunk. Gewinner des Wettbewerbs erhielten eine Auszeichnung namens Bratislavská lýra, dies wurde 1968 auch zum Namen des Gesamtereignisses. Die Auszeichnung wurde in Gold, Silber und Bronze verliehen.
Sieger der Erstaustragung wurde der tschechische Sänger Karel Gott, zusammen mit den Komponisten Vieroslav Matušík und Eliška Jelínková, für das Lied Mám rozprávkový dom. Im Laufe seiner Existenz war die Bratislavská lýra eine Ausstellung tschechoslowakischer Popsänger, -gruppen und Autoren, wie z. B. Waldemar Matuška, Helena Vondráčková, Karol Duchoň, Marcela Laiferová, Eva Kostolányiová, Jana Kocianová, Modus, Elán, Juraj Lehotský, Marika Gombitová und Miroslav Žbirka. Allerdings war das Festival nach der Niederschlagung des Prager Frühlings durch die Normalisierungspolitik stark beeinflusst, wie bei der Austragung 1969, die in Auftrittsverbote tschechischer Musiker Petr Novák, Karel Černoch und 1970 auch Martina Kubišová führte. Danach ging das Interesse tschechischer Künstler etwas zurück, andererseits profitierten slowakische Musiker davon. Auch Auftritte internationaler „Gäste“, wie z. B. Udo Jürgens, The Beach Boys, Cliff Richard, Boney M., Smokie, Amanda Lear, Stevie Wonder oder Alla Borissowna Pugatschowa, gehörten zum Programm.
1975 erhielt das Festival als viertes Festival weltweit eine Auszeichnung von der International Federation of Festival Organizations (FIDOF), zugleich als erstes Festival aus dem damaligen Ostblock.
Während der Austragung 1989 kam es zu einem Vorfall, nachdem die US-amerikanische Folksängerin Joan Baez zuerst den Dissidenten und späteren tschechoslowakischen Präsidenten Václav Havel sowie die Charta 77 begrüßt hatte und den slowakischen Folksänger Ivan Hoffman auf das Podium einlud, der sogleich das regimekritische Lied Nech mi nehovoria zu singen begann. Die Organisatoren ließen das Mikrofon abschalten, aber Hoffman sang das Lied zum Ende.
Nach der Samtenen Revolution im Jahr 1989 wurde die Austragung 1990 noch abgehalten, danach wurde das Festival aber eingestellt. Dirigent und Musikdirektor Vladimír Valovič erwarb die Rechte für den Markennamen und ließ 1996 die Bratislavská lýra wieder aufkommen und es wurde 1997 ein Wettbewerb ausgetragen, den Katarína Hasprová gewann. Nach der slowakischen Nationalratswahl 1998 wurde aber das reaktivierte Festival wegen ausbleibender Unterstützung wieder beendet.
50 Jahre nach der Erstaustragung wurde in Bratislava am 19. Oktober 2016 das Galakonzert Lýra 50 Mám rozprávkový dom unter Teilnahme ehemaliger Gewinner und Festivalteilnehmer abgehalten.